# Dulac (Luisiana)
Dulac é uma Região censo-designada localizada no estado americano de Luisiana, na Paróquia de Terrebonne.

## Demografia
Segundo o censo americano de 2000, a sua população era de 2458 habitantes.

## Geografia
De acordo com o United States Census Bureau tem uma área de
68,4 km², dos quais 55,5 km² cobertos por terra e 12,9 km² cobertos por água. Dulac localiza-se a aproximadamente 1 m acima do nível do mar.

## Localidades na vizinhança
O diagrama seguinte representa as localidades num raio de 36 km ao redor de Dulac.